# Sphingonotus punensis
Sphingonotus punensis är en insektsart som beskrevs av Vitaly Michailovitsh Dirsh 1969. Sphingonotus punensis ingår i släktet Sphingonotus och familjen gräshoppor. Inga underarter finns listade i Catalogue of Life.